# تمثال غانيمادس
تمثال غانيمادس هو تمثال من الرخام يعود إلى القرن الرابع أو القرن الخامس.  تم اكتشافه في الموقع الأثري  بقرطاج في تونس، من قبل فريق من علماء الآثار الأمريكيّن سنة 1973 و ذلك في إطار حفريّات أنجزت إثر الحملة الكبيرة التي أطلقتها اليونسكو تحت مسمّى «يجب انقاذ قرطاج» "Carthage must be saved".
يجسّد هذا التمثال غانيمادس و زيوس (في صورة النسر). ومعهم كلب وعنزة نائمة.
كان التمثال مهشّما عند العثور عليه، أعيد تشكيله بعناية ثم تمّ عرضه في متحف صغيرموجود في موقع الحفريّات، هو المتحف المسيحي المبكر بقرطاج. ووفقا لايلين ك. قازدا Elaine K. Gazda، التي درست التمثال أنه «على الرغم من صغر حجمها، فإن مجموعة التماثيل هذه معبرة بشكل ملحوظ» وهي في «حالة جيدة مبهرة». وأن هذا التمثال «هو اكتشاف لم يسبق له مثيل» في الموقع الأثري بقرطاج، وهو يعكس جودة الأعمال الفنيّة المتداولة في افريقيا الرومانية في العصور القديمة المتأخرة.
 تعرّض تمثال غانيمادس إلى السرقة في بداية شهر نوفمبر 2013 من مكان حفظه، ممّا يشهد على التهديدات المحيطة بالتراث التاريخي والأثري وعلى عدم كفائة الوسائل المتاحة للسلطات المسؤولة لالحفاظ على التراث.

## السياق الأثري وتاريخ اكتشاف السرقة في نوفمبر 2013
تم العثور على التمثال مجزّئا إلى 17 قطعة في خزان بيت قادة العجلة الحربية اليونانيّن.

### السياق الأثري: بيت سائقي العجلة الحربية اليونانيّين

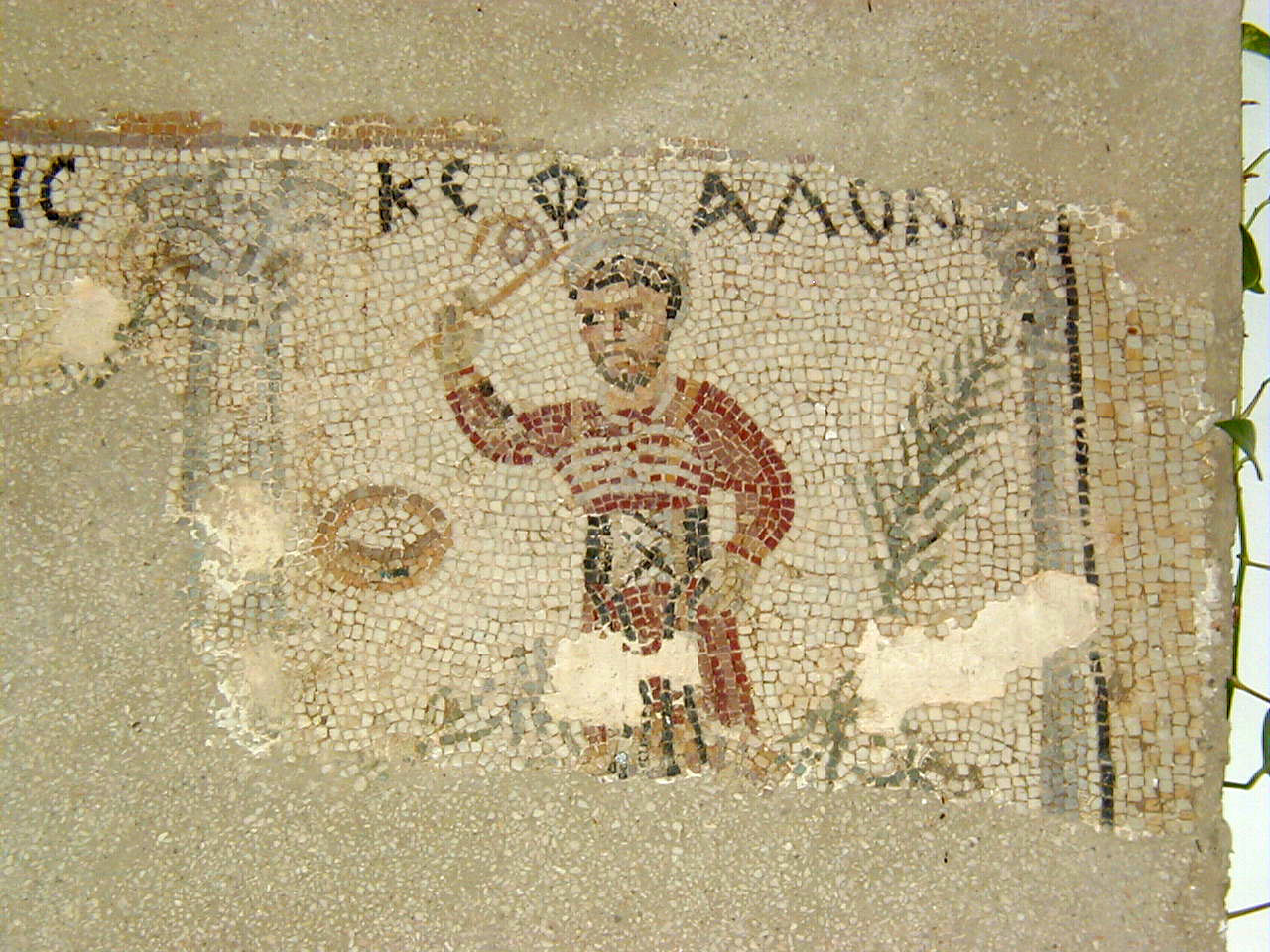
كفالون kephalon، واحد من قادة العجلة الحربية اليونانيّن الأربع، تفاصيل من الفسيفساء التي أعطت اسمها لـالمنزل الذي أُكتشف فيه التمثال.

يعود تاريخ المنزل إلى القرن الأول و هو مجهّز ببهو معمّد ونوافير، شهد الكثير من التحويرات أهمّها حدث خلال سنة 400. مع العلم أنّه لم يتمّ حفره سوى جزئيّا.
كشفت الحفريات عن بقايا فسيفساء في العديد من غرف المنزل، اهمّها فسيفساء تمثل أربعة رجال يقودون العجلة الحربية يحملون أسماء يونانيّة ويقفون في عرباتهم كل منهم يحمل في يده سوط ومقاليد. أُتلف من الفسيفساء الجزء الذي يُظهر العربات والخيول. وقد سمّي المنزل بحسب هذه الفسيفساء.
وهي تمثل فريق أو فصيل من السيرك هم: أوفوموس "Euphumos" (الأزرق)، دومنوس "Domninos" (الأبيض)، أوتيمس "Euthumis" (الأخضر) وكفلون "Kephalon" (الأحمر). هذه الأسماء هي على الأرجح لقادة مشهورين. زَيّنت هذه الفسيفساء عتبة غرفة الطعام أو ما يسمّى عند الرومان بالتريكلينيوم "triclinium"، جنوب رواق المنزل.

### التاريخ القديم وإعادة الإكتشاف
تم العثور على التمثال في خزان ماء المنزل الذي يقع تحت التريكلينيوم  "triclinium" و يعود على الأرجح إلى العهد البوني. أُستخرج الخزّان خلال الحفريات التي أجريت سنة 1977. وتمّ إرساله إلى متحف كلسي للآثار للدراسة سنة 1978 ثمّ إلى شركة متخصصة في نيويورك قصد الترميم في 1980. 

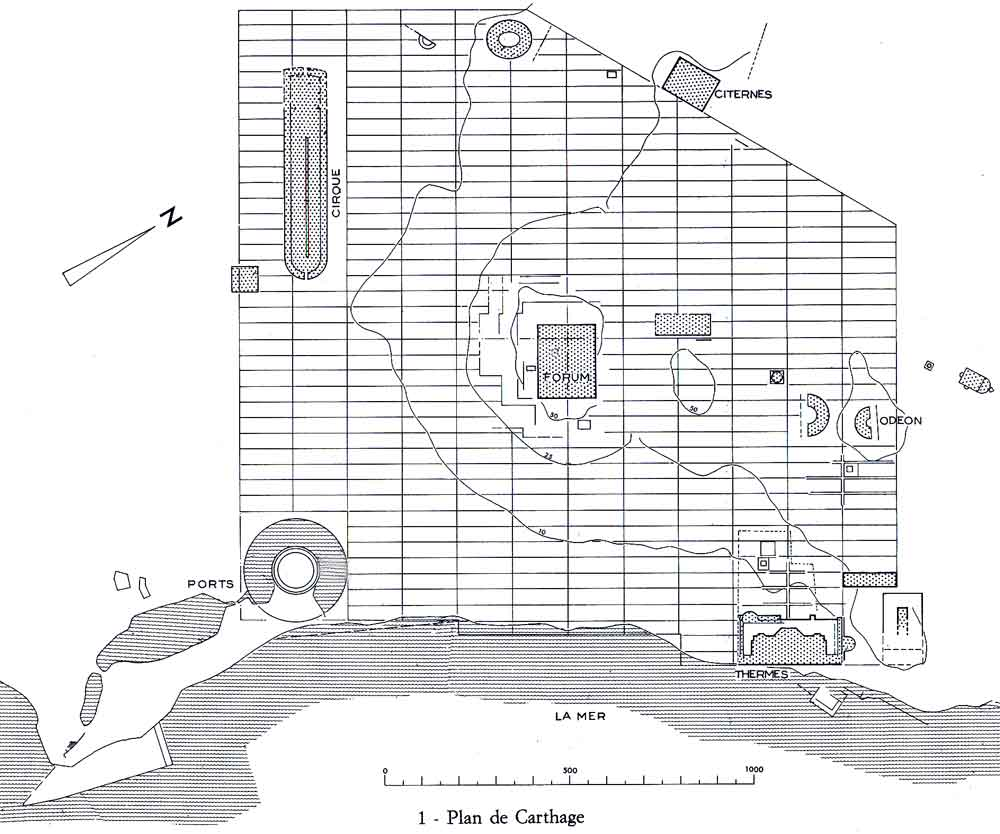
خريطة المدينة الرومانية بقرطاج

على الأرجح أنّ التمثال كُسر بالخطأ قبل الانتهاء من إنجازه  و رُمّم في العصور القديمة بتدعيمه بالحديد. أما خزان الماء الذي أكتشف فيه التمثال يعود إلى العهد البوني. وكانت خزّانات الماء مهمّة في قرطاج بسبب ندرة مصادرالمياه ولقد استخدمت بامستمرار في العهد البونيقي، وخاصة خلال القرن الثالث قبل الميلاد، إلى حدود الفترة الإسلامية العربيّة إذ أنّه كان يتمّ صيانتها، إصلاحها وتنظيفها بعناية وانتظام لقرون. وبعد أن يستغنى عنها، تصبح بمثابة «مكبات للأنقاض والنفايات»، إذ إنّ الحفارين وجدوا فيها عظام حيوانات وأسماك، وكذلك فخارمنزلي، وحتى قطع نقدية. الأنقاض التي كانت تغطّي التمثال هي بقايا مطبخ يعود تاريخه إلى بدايات القرن السادس أو نهاية القرن الخامس. صلة التمثال مع أصحاب بيت قادة العجلة الحربية اليونانيّين «ليس مؤكد على الإطلاق».
عمليّة الدفن في خزان الماء لالنفايات التي تراكمت في المنزل  يعود حسب إلين ك. قازدا Elaine K. Gazda  إلى سنة 533 أي عند غزو الوندال وهو إشارة إلى عمليّة التمشيط الكلّي التي قام بها هؤلاء لمنطقة قرطاج. عُمّر المنزل في القرن الخامس ووضعت في بعض الغرف  فسيفساء جديدة، مثل قطع «أوبيس سكتيل» في رصيف غرفة تريكلينيوم  و فسيفساء تمثّل نيريد يركبن تنين البحر. لا يعرف مصير الموقع في القرن السابع بسبب اختلاط الطبقات الأثرية عند بناء خطوط قطار الضاحية الشماليّة  (ت.ح.م) في أوائل القرن العشرين.
 قام علماء آثار تونسيون بأولى الحفريّات في الموقع سنة 1970-1971، اكتشفوا مجمّع كنائسي بيزنطي متأخّر يرجع تاريخه إلى القرن الخامس كما تمّ حفر مجمّع سكاني أو ما يسمّى insulae يقع غرب الكنيسة. أمّا بيت قادة العجلة الحربية اليونانيّن فقد تمّ التنقيب عنه سنة 1975 ثم بين سنة 1976 و 1978 و ذلك في ايطار الحملة الدولية التي أطلقتها اليونسكو: «يجب انقاذ قرطاج» "Carthage must be saved". تولى الحفريات فريق من المعهد الوطني للتراث برئاسة ليليان النابلي إلى جانب فريق من مؤسسات أمريكية مختلفة هي المدارس الأمريكية للبحث الشرقي ومتحف كسلي للاثار برئاسة جون ه. همفري. على الرغم من أن الموقع يحمل في أبكر مستوياته التارخيّة بقايا تعود إلى الفترة البونية أو الإمبراطورية الرومانية المبكرة، اختار الفريق التركيز على مستويات الحفرالتي تعود إلى زمن الوندال  والبيزنطيّين، إذ أنّ تاريخ قرطاج العائد إلى هذه الفترة لا يزال غير معروف.

### سرقة تمثال غانيمدس وتبعاته
سُرق التمثال من المتحف في ليلة 3 نوفمبر 2013  رغم وجود ثلاث حرّاس لحماية المكان. تعتبر القطعة الأثريّة غير قابلة للبيع بسبب شهرتها في العالم، وبالتالي، لا يمكن أن تلتحق بالشبكات التجاريّة الرسمية للقطع الفنّية.تم وقع تتبع موضوع السرقة من قبل منظمة الشرطة الجنائية الدولية.
تسبب هذا الحدث في موجة من الانفعالات عند التونسيّين، خاصة على شبكة الإنترنت وعلى شبكات التواصل الاجتماعي، حيث تم وصف السرقة بأنها «اغتيال لذاكرة تونس». ومع ذلك، فإن ردود الفعل تلاشت بسرعة.
في الأيام التالية، قررت السلطات التونسية تعزيز الاجراءات الأمنية في المتاحف والمواقع الأثرية
في 17 نوفمبر، صرّح السيّد عدنان الوحيشي المدير العام للمعهد الوطني للتراث، في ردّه على مقال مثير للجدل نشرته جريدة لا براس «نحن نعمل وفقا لالوسائل المتاحة لدينا، يجب تحسين مستوى متاحفنا، اذ أن ضعف احتياطي السيارت المتاحة لنا يشلّنا ويمنعنا من رصد المواقع الأثرية بنجاعة، والوضع الأمني الهش في البلاد للأسف يشجع جميع أشكال الجريمة، كما أنّ البناء العشوائي يغزو المدن القديمة وأحواز المعالم الشهيرة في البلاد رغم أنّ المعهد الوطني للتراث حصل على عشرات أوامر الهدم ضدهم لكن لم يتمّ تنفيذها من قبل الهيئات المختصة».
 يجب مسائلة قرار المعهد الوطني للتراث بترك مثل هذا التمثال في متحف صغير بعيد عن الزوار؛ إذ أنه في بداية السنوات 2000 تم حفظه في المخازن لأسباب أمنية  لبضع أعوام فقط.
تم اعتقال المشتبه بهم بسرعة، وتوفي أحدهم في المستشفى يوم 27 نوفمبر 2013. وتم نشر إشاعة أنه تم العثور على التمثال وهو ما نفته بسرعة السلطات، لم يتم العثور على التمثال ويبقى اسم رعاة هذه السرقة مجهول.

### العثور على تمثال غانيمدس
أعلنت وزارة الداخلية التونسية يوم 27 جانفي 2017 أن أعوان الإدارة الفرعيّة للقضايا الإجراميّة بإدارة الشرطة العدليّة تمكنوا من العثور على تمثال غانيماديس يوم 26 جانفي 2017 وحجزه لدى شخص آخر كان يسعى للتفريط فيه بالبيع.

## العمل الفنّي

### المظهر العام
التمثال منحوت في مونوليث من الرخام الأبيض، يبلغ طوله 33 سنتيمتر حسب عبد المجيد النابلي جورج فرادي وجاك بيريز، وأمّا حسب جازدا Gazda فطوله حوالي 50 سنتيمتر.  قاعدة التمثال عرضها 33 سنتيمتر وعمقها 13 سنتيمتر  يبلغ ارتفاعها حوالي 5 سنتيمترات.

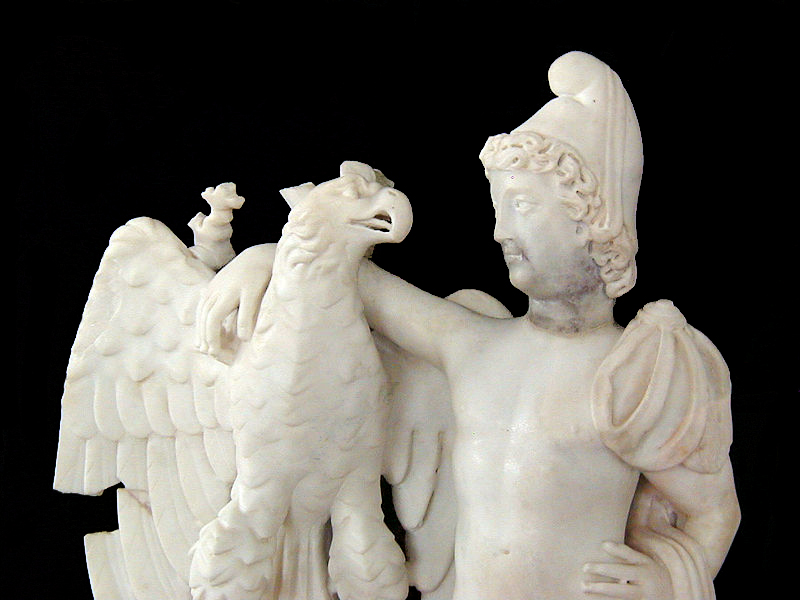
تفاصيل من وجه غانيمادس و رأس النسر

يجسّد التمثال غانيمادس ساقي الآلهة أصيل مدينة طروادة الذي يعوّض هيبي في هذه الوظيفة ، وإلى جانبه زيوس المتمثل في شكل نسر.الموقف الذي يعبّر عنه التمثال هو عرض زيوس إلى غانيمادس أن يحمله معه إلى جبل الأوليمبس. يأخذ غانيمادس هنا وقفة رقيقة، يضع الساق اليمنى فوق اليسرى، يرفع الذراع اليمنى حول النسرويضع الذراع اليسرى على الفخذ، أمّا النسر فيجلس على غصن شجرة ويوجّه نظرة «إعجاب إلى محبوبه»

## الببليوغرافيا
- François, Baratte (1996). Histoire de l’art antique : L’art romain (بالفرنسية). Paris: Manuels de l’école du Louvre - La documentation française. ISBN:978-2-711-83524-9.
- عبد المجيد النابلي, « La campagne internationale de sauvegarde de Carthage. Fouilles et recherches archéologiques 1973-1987. Premiers bilans », في CRAI, vol. 131, no 2, 1987, ص.

407-438 [النص الكامل]
- Abdelmajid, Ennabli; Georges, Fradier; Jacques, Pérez (1995). Carthage retrouvée (بالفرنسية). Tunis/Paris: Cérès/Herscher. ISBN:978-2-733-50255-6.
- (بالإنجليزية) Elaine K. Gazda, « Ganymede and the Eagle: A Marble Group from Carthage », في Archaeology, vol. 34, no 4, 1981, ص.

56-60 [résumé, النص الكامل]
- (بالإنجليزية) Elaine K. Gazda, « A new Ganymede from Carthage », في American Journal of Archaeology, vol. 84, no 2, 1980, ص.

208 [النص الكامل]
- Elaine, K. Gazda (1981). "A Marble Group of Ganymede and the Eagle from the Age of Augustine".  (بالإنجليزية). Ann Arbor: Kelsey Museum of Archaeology. Vol. VI « 1977 ». 125-178 {{استشهاد بكتاب}}: الوسيط |title= غير موجود أو فارغ (help), الوسيط غير المعروف |auteurs ouvrage= تم تجاهله (help), and الوسيط غير المعروف |titre ouvrage= تم تجاهله (help)
- Mounira, Harbi-Riahi (1986). 30 ans au service du patrimoine, de la Carthage des Phéniciens à la Carthage de Bourguiba (بالفرنسية). Tunis: Ministère des Affaires culturelles/INAA.
- John H., Humphrey (1992). "Pied du versant est de Byrsa : l'évolution d'un quartier".  (بالفرنسية). Paris/Tunis: Unesco/INAA. ISBN:978-9-232-02782-5. 165-176 {{استشهاد بكتاب}}: الوسيط |title= غير موجود أو فارغ (help) and الوسيط غير المعروف |titre ouvrage= تم تجاهله (help)

- Lea Margaret, Stirling (2005). The Learned Collector: Mythological Statuettes and Classical Taste in Late Antique Gaul (بالإنجليزية). Ann Arbor: University of Michigan Press. ISBN:978-2-733-50255-6. Archived from the original on 2022-06-22.